# Aquae Flaviae

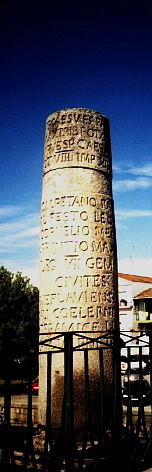
Columna de Trajano, en el puente romano de Aquae Flaviae (Chaves).

Aquæ Flaviæ designación de la ciudad romana, actual ciudad de Chaves (Portugal), fue una ciudad importante en la provincia romana de Gallaecia. Constituía un puesto importante y estratégico, ya que convergían tres de las vías romanas más importantes: La de Bracara Augusta, la de Asturica y la de Lamecum. Había mucha circulación entre Bracara Augusta y Asturica una vez que la región poseía recursos naturales que eran exportados para Roma. Aquae Flaviae tenía numerosos legionarios del ejército romano destacados en la región. Poseía también las famosas termas romanas, que se cree que hayan durado hasta al siglo IV.
El puente de Trajano sobre el río Támega, también conocido como puente romano de Aquae Flaviae, es un monumento romano que persiste. Fue construida a finales del siglo I e inicios del siglo II. El puente romano posee un tablero, con 140 metros de largura y apoyada en 12 arcos redondos visibles, y en cuatro soterrados.

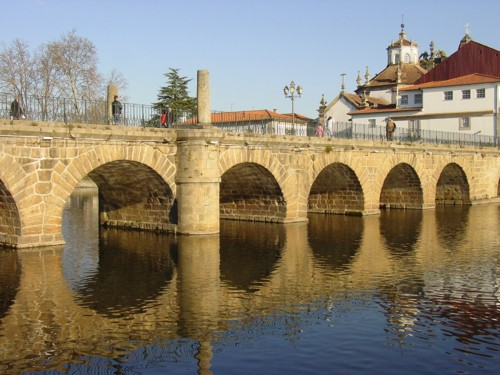
Puente de Trajano en Aqua Flaviae en el que la inscripción llamada cadrao dos pobos indica que su construcción fue sufragada por 10 comunidades de la zona y construido con ayuda de la Legio VII Gemina.

El puente tiene en medio dos columnas cilíndricas epigráficas que testifican haber sido edificadas en el reinado del emperador Trajano. Y es hasta hoy, el principal símbolo de la ciudad de Chaves. Cuando la villa recibió la carta foral del rey Manuel I, el puente estaba representado en el blasón de la ciudad.
Del periodo romano además del puente fueron descubiertos hallazgos epigráficos y numismáticos. El fórum de la ciudad estaría implantado en la zona hoy correspondiente a la calle principal. La actual Rua Direita (calle derecha) podría corresponder, por otro lado al decumanus.